# Протомицес
Прото́мицес (лат. Protomyces) — род грибов из семейства Протомициевые (Protomycetaceae), представители — паразиты различных растений из семейств Зонтичные (Apiaceae) и Астровые (Asteraceae), вызывают образование галлов. Отдельные виды в некоторых регионах имеют значение как опасные патогены сельскохозяйственных растений, некоторые могут использоваться для борьбы с нежелательными растениями.

## Морфология
Галлы на поражённых органах растений мелкие, гладкие, обычно располагаются вблизи жилок на стеблях, листьях, черешках, цветках и плодах. Поражение плодов может приводить к полному подавлению развития зародыша.
Мицелий развивается в тканях галлов между клетками растения.
Аскогенные клетки (см. в статье Протомициевые#Морфология) формируются также в глубине тканей растения, интеркалярно (между соседними клетками гиф), имеют шаровидную или широкоэллипсоидную форму, обычно гладкие, у некоторых видов шероховатые, бесцветные или желтовато-коричневые-коричневые, покрыты толстостенной (до 7 мкм) оболочкой. Аскогенные клетки после периода покоя прорастают с образованием синасков (см. в статье Протомициевые#Морфология). Аскоспоры многочисленные, располагаются вблизи стенок синасков, перед прорастанием копулируют.

## Виды
В роде Protomyces было описано более 100 видовых и инфравидовых таксонов, но впоследствии классификация большинства видов была пересмотрена и они перенесены в различные роды отдела базидиомицетов (относящиеся к классам Exobasidiomycetes, Pucciniomycetes, Устомицеты), отдела Blastocladiomycota, а некоторые исключены из царства грибов и отнесены к оомицетам (Пероноспоровые). По современным представлениям, род содержит 10—20 видов.
Некоторые виды
- Protomyces buerenianus встречается в Западной и Центральной Европе на галинсоге (Galinsoga).
- Protomyces crepidis-paludosae известен в Европе, поражает виды скерды (Crepis).
- Protomyces grandisporus — возбудитель галлов у амброзии (Ambrosia), известен в США. Рассматривается возможность использования этого вида для биологической борьбы с амброзией в регионах её инвазии.
- Protomyces gravidus поражает виды череды (Bidens) в Европе и Северной Америке.
- Protomyces inouyei развивается на скерде, встречается на Дальнем Востоке.
- Протомицес крупноспоровый (Protomyces macrosporus) поражает виды, относящиеся к более 20 родам зонтичных, в частности, тмин (Carum), морковь (Daucus), кориандр (Coriandrum). Распространён повсеместно в Европе, а также во многих регионах Азии, Северной Америки, известен в Африке и Австралии. В Индии в отдельные годы наносит значительный ущерб урожаю кориандра.
- Protomyces matricariae паразитирует на ромашке непахучей (Tripleurospermum perforatum), известен в Западной Европе.
- Протомицес толстокожий (Protomyces pachydermus) встречается на одуванчике (Taraxacum) и некоторых других родах астровых, широко распространён в Северном полушарии.